# Kunvald
Kunvald là một chợ huyện thuộc huyện Ústí nad Orlicí, vùng Pardubický, Cộng hòa Séc.